# Андухар
Андухар (шп. Andújar) град је у Шпанији у аутономној заједници Андалузија у покрајини Хаен. Према процени из 2017. у граду је живело 37 975 становника.

## Становништво
Према процени, у граду је 2017. живело 37 975 становника.
| 1970.  | 1981.  | 1991.  | 2001.  | 2017.  |
| ------ | ------ | ------ | ------ | ------ |
| 31.464 | 34.946 | 35.803 | 37.903 | 37.975 |

## Партнерски градови
- Favara